# Amir Abedzadeh
Amir Abedzadeh, född 26 april 1993 i Tehran, är en iransk fotbollsspelare som spelar för spanska Ponferradina och Irans landslag.

## Klubbkarriär
Den 8 juli 2021 värvades Abedzadeh av spanska Ponferradina.

## Landslagskarriär
Abedzadeh debuterade för Irans landslag den 19 maj 2018 i en 1–0-vinst över Uzbekistan. Han har varit en del av Irans trupp vid VM 2018, Asiatiska mästerskapet 2019 och VM 2022 i Qatar.